# Чарлз Деніелс
Чарлз Де́ніелс  (англ. Charles Daniels; 24 березня 1885 — 9 серпня 1973) — американський плавець, олімпійський чемпіон.

## Виступи на Олімпіадах
| Олімпіада      | Дисципліна                            | Місце |
| -------------- | ------------------------------------- | ----- |
| Сент-Луїс 1904 | 50 ярдів вільним стилем               | 3     |
| Сент-Луїс 1904 | 100 ярдів вільним стилем              | 2     |
| Сент-Луїс 1904 | 220 ярдів вільним стилем              | 1     |
| Сент-Луїс 1904 | 440 ярдів вільним стилем              | 1     |
| Сент-Луїс 1904 | естафета 4 × 50 ярдів вільним стилем  | 1     |
| Афіни 1906     | плавання на 100 метрів вільним стилем | 1     |
| Афіни 1906     | естафета 4 × 250 метрів               | 4     |
| Лондон 1908    | плавання на 100 метрів вільним стилем | 1     |
| Лондон 1908    | естафета 4 × 200 вільним стилем       | 3     |